# GP–30 Obuvka
A GP–30 Obuvka (GRAU-kódja: 6G21), valamint a GP–25 Kosztyor (6G15) a Szovjetunióban kifejlesztett, gépkarabélyra szerelhető 40 mm-es gránátvető berendezések, melyeket az Izsevszki Gépgyár (IZSMAS) gyártott. A Szovjet Hadsereg az 1980-as években az Afganisztán elleni hadjárata idején alkalmazta először a gránátvetőket az AK-gépkarabélyokra szerelve. Az AK–74U kivételével valamennyi Kalasnyikov-típuson használható, és a Nyikonov AN–94-nél is alkalmazható.

## Története
Fejlesztése 1966-ban kezdődött Tulában a Központi Sport- és Vadászfegyver Kutató és Tervezőirodában (CKIB SZOO), a vietnámi háborúban sikerrel alkalmazott hasonló amerikai fegyverek kedvező tapasztalatai hatására. A fejlesztőmunkát Valerij Nyikolajevics Tyeles irányította. 1978-ban rendszeresítették első változatát, a GP–25-t, amelyet a legnagyobb mennyiségben gyártottak. Tömeges elterjedésére a Szovjet Hadseregben azonban csak az 1980-as években került sor. Legutolsó változata, a GP–30 1989-ben jelent meg és az AK–100 gépkarabélyokon alkalmazzák.
Ezen alapul a szerb Zastava PBG gránátvetője.

## Szerkezeti kialakítása
Mindkét típus 40 mm-es gránát kilövésére alkalmas. Külső megjelenésükben és paramétereikben hasonlóak. A rövid csövű gránátvető berendezés a fegyver csöve (illetve részben az előágy) alá szerelhető. Hátsó részén az elsütőszerkezet található, amely egy kisméretű markolattal van egybeépítve. Az elsütőszerkezet bal oldalán kétállású tűzbiztosító található. A cső felső részén helyezkedik el az adapter, amellyel a gránátvető a gépkarabélyhoz rögzíthető. A gránát elölről tölthető a csőbe. Elsütő szerkezete revolverező rendszerű, vagyis az elsütőbillentyű hátrahúzásával először megfeszül az elsütőszerkezet, majd továbbhúzva az ütőszegre csap, amely a gránát talp-részén lévő gyutacsot indítja. A gránát hajtótöltete nitrocellulóz, amely a gránát kisebb átmérőjű talp-részében helyezkedik el. Indítás után a gránát talpán lévő furatokon keresztül távozik a hajtógáz, amely kiveti a csőből a forgásstabilizált gránátot. A gránát forgását a cső huzagolása, illetve a gránáton lévő, a huzagolás hornyaiba illeszkedő körmök biztosítják. Az irányzék a GP–25-nél a cső bal, a GP–30-nál a jobb oldalán  helyezkedik el. A vetőcső élettartama kb. 400 lövés.

## Gránátok

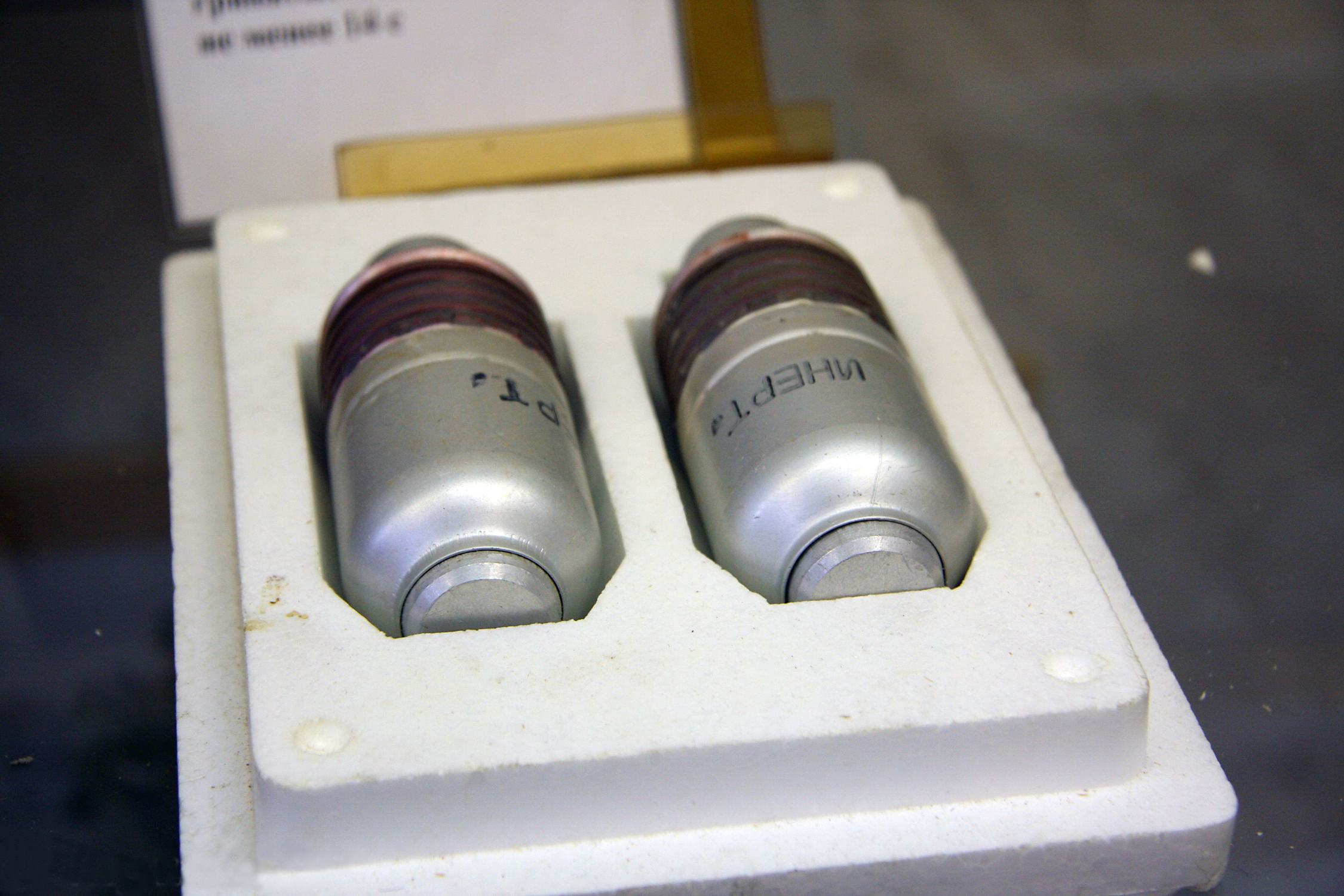
Hatástalan VOG–25 gránátok

A gránátvető 40 mm-es gránátokkal tüzel, hatásos lőtávolsága 150 m. Első változatánál a VOG–15 (7P17) repeszgránátot alkalmazták. Ezt később felváltotta a VOG–25, amelynek az orr-része acélköpennyel van borítva. A repeszek 5 m sugarú körben szóródnak. Kifejlesztették hozzá a VOG–25P ugrógránátot, amely az orr részében egy kicsi robbanótöltettel rendelkezik. Becsapódáskor ez felrobban, hatására a gránát 0,5–1,5 m magasra repül, ahol a gyújtó beindítja a repeszgránát fő robbanótöltetét. Rendszeresítették  a GRD–40 ködgránátot is. Később megjelentek a GRD–50, GRD–100 és GRD–200 jelű ködgránátok, amelyek lőtávolságukban (50, 100 és 200 m) különböznek. Rendészeti feladatokra, tömegoszlatáshoz gyártják a Gvozgy típusú könnygáz-gránátokat, valamint rendelkezésre áll gumilövedékes változat is.

## Műszaki adatai

### Gránátvető
- Űrméret: 40 mm
- Tömeg: 1,3 kg (GP–30), 1,5 kg (GP–25)
- Hossz: 276 mm (GP–30), 323 mm (GP–25)
- Csőtorkolati sebesség: 76 m/s
- Gyakorlati tűzgyorsaság: 4–5 lövés/perc
- Célzott lőtávolság: 400 m

### Gránátok
- Tömeg: 250 g (VOG–25); 278 g (VOG–25P); 265 g (GRD–50/100/200)
- Harci rész tömege: 48 g (VOG–25); 37 g (VOG–25P); 90 g (GRD–50/100/200)
- Önmegsemmisítő időzítése: 14–19 s